# Ariane Ascaride
Ariane Ascaride (Marsella, 10 de octubre de 1954) es una actriz francesa. 

## Premios y nominaciones
Festival Internacional de Cine de Venecia
| Año  | Categoría               | Trabajo nominado | Resultado |
| ---- | ----------------------- | ---------------- | --------- |
| 2019 | Copa Volpi Mejor actriz | Gloria Mundi     | Ganadora  |

Casada con el director de cine francés Robert Guédiguian, ha protagonizado muchas de sus películas: en 1998 ganó el premio César a la mejor actriz por su papel en Marius y Jeannette. También consiguió el galardón a la mejor actriz de la Seminci en 2000 por su interpretación en La ciudad está tranquila y en 2006 se alzó con el premio a la mejor actriz del Festival de Cine de Roma por su papel en Le Voyage en Arménie.